# (73185) 2002 JP
2002 جاي بي (ويعرف أيضًا باسم (73185) 2002 جاي بي وفق تسمية الكوكب الصغير) (بالإنجليزية: 2002 JP)‏ هو كويكب ضمن حزام الكويكبات؛ وترتيبه 73185 من حيث الاكتشاف.
اكتُشف هذا الجُرم الفلكي بواسطة William Kwong Yu Yeung ‏ في 3 مايو 2002.

## وصلات خارجية
- (73185) 2002 JP في قاعدة بيانات مختبر الدفع النفاث لأجرام النظام الشمسي الصغيرة

- الاكتشاف · مخطط المدار ·  العناصر المدارية · المعلمات المادية

- (73185) 2002 JP على موقع ويكي سكاي: DSS2, SDSS, GALEX, IRAS, Hydrogen α, X-Ray, Astrophoto, Sky Map, Articles and images